# FluxBB
FluxBB是個快速、輕巧的PHP架構的網路論壇系統，以GPL協議發行。FluxBB的宗旨是變得與別的論壇系統相比更快、更小、少圖形，也具有較少的功能與更精簡的程式碼。大多數“沒有”的功能，有需要時可藉由插件來實現。FluxBB的頁面完整符合XHTML與CSS標準。
目前FluxBB可以在各種作業系統下運作，並支援MySQL、PostgreSQL、SQLite等資料庫系統。
FluxBB於2008年5月9日從PunBB獨立出来。為了相容性，PunBB 1.3開發過程從FluxBB 1.3 SVN版本複製許多程式碼。
2015年3月16日，FluxBB作者Franz Liedke加入Flarum开发团队，并合并2.0版本至Flarum。Flarum在发布正式版后也提供了简便的迁移方案（从FluxBB迁移到phpBB，再迁移到Flarum）。现时，FluxBB的GitHub仓库仍可访问，但是官方网站已经关闭。

## 歷史
FluxBB是Rickard Andersson開發的PunBB之分支。2007年，PunBB賣給了商業公司，由Rickard Andersson帶領的開發計劃持續到2008年4月為止，此後Rickard Andersson表示它將淡出開發計劃。為求讓開發持續，開發團隊決定將開發計劃分離，以讓開發計劃能有更大的可控性，因此FluxBB就此產生。
FluxBB被入選為SourceForge.net的2008 Community Choice Awards。
FluxBB開發員Connor表示FluxBB的開發計劃已經改變。FluxBB 1.2未來將變成1.4，1.3將變成具有更多功能的2.0。

## 特色
FluxBB的預設風格是“Oxygen”。
- 語法符合XHTML與CSS
- 支援MySQL、PostgreSQL與SQLite
- 容易翻譯至各語言
- GPL協議
- 會員可選用想用的樣式

## 未來開發
FluxBB 1.4不僅是1.2的升級版，也將會包含部分1.3測試版的功能，例如完整的UTF-8支援。此外，FluxBB 1.3的討論區將能夠被升級到FluxBB 1.4。
即將開始開發的FluxBB 2.0將加入讓使用者簡單新增功能的一鍵安裝模組系統。FluxBB 2.0也改進了標記與CSS，未來也會增加其它重要功能，例如樣板系統與子版面／無分區模式。

## 版本歷史
| 標示：          | 標示：          | 標示：   | 標示：   | 標示：   |
| --------------- | --------------- | -------- | -------- | -------- |
| 舊有版本 不支援 | 舊有版本 支援中 | 現有版本 | 測試版本 | 未來版本 |

| 名稱     | 版本       | 發行日期      | 主要改變                                                                             |
| -------- | ---------- | ------------- | ------------------------------------------------------------------------------------ |
| FluxBB 1 | 1.2.18     | 2008年5月9日  | 提升自1.2的穩定性並修正來自PunBB 1.2.17的問題。                                      |
| FluxBB 1 | 1.2.19     | 2008年7月10日 | 調整三個嚴重的安全問題，並提供userlist.php修正。                                     |
| FluxBB 1 | 1.2.20     | 2008年7月13日 | 移除並更正在include/parser.php內導致BBCode問題的程式碼。                             |
| FluxBB 1 | 1.2.21     | 2008年12月4日 | 修正敏感權限問題。                                                                   |
| FluxBB 1 | 1.3 Beta 2 | 2008年5月9日  | 第一個FluxBB 1.3 beta版本。                                                          |
| FluxBB 1 | 1.3-r718   | 2009年1月11日 | 最終的1.3版本，並修正缺失。                                                          |
| FluxBB 1 | 1.3-legacy | 2009年4月23日 | 修正1.3-r718的缺失。                                                                 |
| FluxBB 1 | 1.4 Beta 1 | 2009年5月26日 | 第一個FluxBB 1.4 beta版本。                                                          |
| FluxBB 1 | 1.4        | TBA           | 基於1.2版本，支援UTF-8, MySQL/MySQLi dblayers that use InnoDB, split and merge posts |
| FluxBB 2 | 2.0        | TBA           | 基於1.3版修改，添加了不同風格的外觀模版及其他沒有公佈的功能。                        |

## 來源
1. 1 2  .   [2008-05-11]. （原始内容存档于2008-05-12）.
2. ↑  .   [2008-05-11]. （原始内容存档于2008-05-12）.
3. ↑  Connor. . FluxBB.org. 2008-05-09  [2008-05-10]. （原始内容存档于2012-03-13）.
4. ↑  .   [2008-06-18]. （原始内容存档于2008-06-18）.
5. ↑  @tobscure. . Toby Zerner.   [2024-07-24]. （原始内容存档于2016-12-02）.
6. ↑  Flarum开发团队. . Flarum Documentation.   [2024-07-24]. （原始内容存档于2024-10-06）.
7. 1 2  Connor. . FluxBB.org. 2009-01-10  [2009-01-10]. （原始内容存档于2010-04-21）.
8. ↑  .   [2008-05-11]. （原始内容存档于2008-05-12）.

## 外部連結
- FluxBB.org（页面存档备份，存于）
- Free Forum Hosting